# QALY

Manifestación de años de vida ajustados por calidad : (QALYs) para dos individuos. Individuo A (quién no recibió una intervención) tiene menos QALYs que el individuo B (quién recibió una intervención).

El año de vida ajustado por calidad (AVAC o QALY por sus siglas en inglés) es una medida de estado de la salud, que considera tanto la cantidad como la calidad de vida. Se utiliza en la evaluación económica para valorar la rentabilidad de las intervenciones médicas. Un QALY equivale a un año en perfecto estado de salud.  Si la salud de un individuo está por debajo de este máximo, los QALYs se acumulan a una tasa de menos de 1 por año. Donde estar muerto se asocia con 0 QALYs. Los QALYs se pueden utilizar para informar decisiones personales, evaluar programas de salud y establecer prioridades para futuros programas.

## Cálculo
El QALY es una medida del valor de los resultados de salud. Asume que la salud está en función de la duración de la vida y la calidad de vida, y combina estos valores en un único índice numérico. Para determinar los QALYs, uno multiplica el valor de utilidad asociado a un estado de salud dado por los años vividos en ese estado. Un año de vida con una salud perfecta vale 1 QALY (1 año de vida × 1 valor de Utilidad). Un año de vida en un estado de salud menos que perfecto equivale a menos de 1 QALY; por ejemplo, 1 año de la vida en una situación con utilidad 0.5 (p. ej. postrado en cama, 1 año × 0.5 Utilidad) se le asigna 0.5 QALYs.  Del mismo modo, medio año de vida en perfecto estado de salud equivale a 0.5 QALYs (0.5 años × 1 Utilidad). A la muerte se le asigna un valor de 0 QALYs, y en algunas circunstancias es posible acumular QALYs negativos para reflejar estados de salud considerados "peores que muertos".

## Uso
Los datos sobre los costos médicos a menudo se combinan con los análisis de costos y utilidades en el análisis QALY para estimar el costo por QALY asociado con una intervención de atención médica. Este parámetro se puede utilizar para desarrollar un análisis de costo-efectividad de cualquier tratamiento. Esta relación de costo-efectvididad incremental  puede utilizarse para asignar recursos sanitarios, a menudo utilizando un enfoque de umbral.
En el Reino Unido, el Instituto Nacional para la Excelencia en Salud y Atención Médica (NICE, por sus siglas en inglés), el cual asesora en el uso de tecnologías de salud dentro del servicio nacional de salud, ha utilizado el QUALY desde 2013 para evaluar su utilidad.

## Debate
Según Pliskin et al., el modelo QALY requiere ser independiente de la utilidad, neutral al riesgo y con comportamiento de compensación proporcional constante. Debido a estos supuestos teóricos, el significado y utilidad del QALY es debatible. Definir la salud perfecta es difícil, si no imposible. Algunos argumentan que hay estados de salud peores que la muerte, y que por lo tanto deberían de existir valores negativos posibles en el espectro de salud (de hecho, algunos economistas de la salud han incorporado valores negativos en los cálculos). Determinar el nivel de salud depende en la medida que algunos le dan importancia desproporcionada al dolor físico o a la discapacidad, sobre la salud mental.

## Estudios de QALY en España
Un grupo de investigadores españoles ha estimado el coste de un QALY adaptado al escenario del sistema sanitario público de España, considerando las variables necesarias en las distintas comunidades autónomas, encontrando que el valor económico de un año de vida ajustado a la calidad se sitúa entre 22.000 y 25.000 euros.

## Desarrollo futuro
El Consejo de Investigación Médica del Reino Unido y otros están explorando mejoras o reemplazos para los QALYs. Entre otras posibilidades se encuentran la ampliación de los datos utilizados para calcular los QYALYs (por ejemplo, mediante el uso de diferentes instrumentos de encuesta);  "utilizando el bienestar para valorar los resultados" (por ejemplo, mediante el desarrollo de un "año de vida ajustado al bienestar";  y por el valor de los resultados en términos monetarios. Además, los investigadores están estudiando si tendría que haber una tasa de descuento para QALYs, y de ser así, si la tasa debería ser igual o inferior a la tasa de costes.